# Бадусов Микола Вікторович
Микола Вікторович Бадусов (23 лютого 1960 , Москва  — 1997 ) — радянський футболіст, нападник.

## Біографія
Микола Вікторович Бадусов народився 23 лютого 1960 року в Москві.
Вихованець школи «Локомотива». З 1977 року став виступати за дубль московського «Локомотива». За основний склад дебютував в березні 1979 року у Кубку СРСР, а в серпні — листопаді зіграв п'ять матчів в чемпіонаті. У сезоні 1980 року став основним гравцем і в 27 іграх вищої ліги забив чотири голи.
Армійську службу проходив в 1981—1982 роках в московському ЦСКА — 12 матчів у вищій лізі і СКА (Одеса) — 34 гри, 6 голів в першій лізі, де грав з травня 1982 року. 30 вересня 1981 року провів свій єдиний матч в єврокубках — в домашньому матчі 1/32 фіналу Кубка УЄФА ЦСКА — «Штурм» Грац (2:1) він вийшов на заміну на 75-й хвилині.
У 1983 році повернувся в «Локомотив», який виступав в першій лізі, але в наступному році пішов в тінь більш досвідчених Михайла Чеснокова і Володимира Муханова і по ходу сезону перейшов в команду другої ліги «Червона Пресня». У 1985 році вступив в конфлікт зі старшим тренером Олегом Романцевим і, провівши один матч, пішов з команди.
Більше в командах майстрів не виступав. У 1988 році грав у чемпіонаті Курганської області за «Карбишевець» з Кургану, куди був запрошений старшим братом Сергієм.
Загинув в 1997 році у віці 37 років.